# Maria Bergson
Maria Bergson (1914 – Viena, 19 de marzo de 2009) fue una diseñadora de interiores, diseñadora induistrial y arquitecto estadounidense, mejor conocido por revolucionar el diseño de oficinas comerciales. Se especializó en el diseño de interiores comerciales incluyendo oficinas, bancos, hoteles, hospitales, tiendas y el diseño de mobiliario y accesorios de iluminación. Fue la primera diseñadora que apareció en el Who's Who in America (1956). En 1990, fue incluida en el Salón de la Fama del Diseño de Interiores de la revista Interior Design y reconocida como pionera en interiores y hablando de la importancia del profesionalismo.

## Biografía
Nacida en Viena en 1914, fue a los Estados Unidos en 1940. Era hija de Egon Bergson y Therese Bergson. Empezó como actriz y viajó por todo el país.
En 1944, Bergson comenzó su carrera como representante de diseño de interiores después de trabajar como secretaria en Time, Inc. Habló abiertamente con los ejecutivos sobre cómo se podría mejorar la configuración de la oficina y expresó sus opiniones basándose en su experiencia de primera mano. Cuando la oficina se mudó a un nuevo espacio, un ejecutivo pidió consejo a Bergson. Sus planes tenían sentido para el ejecutivo y le pidió que redactara y ejecutara sus ideas. Poco después, creó su propia empresa: la Maria Bergson Associates (MBA) con sedes en Nueva York y Los Ángeles. Se especializó en el diseño de oficinas, bancos, hotels, hospitales, tiendas y comencios, junto con el diseño del mobiliario y accesorios de iluminación que lo acompañan. En 1949, ideó estaciones de trabajo modulares divididas de 64 pies cuadrados que proporcionaban un máximo de superficie de trabajo al alcance de la mano.
Diseñó un espacio de trabajo modular que incluía diez unidades que podían reorganizarse en 46 disposiciones personalizables para adaptarse a las necesidades de cada individuo. El diseño incluía compartimentos para archivos, libros, cartas, lápices, cigarrillos y clips. Diseñó y patentó un escritorio para máquina de escribir: patente estadounidense 2545253. Fue presentada el 1 de abril de 1948 y publicada el 13 de marzo de 1951.
Sus innovaciones en el diseño de hospitales, pensando en los pacientes y el personal, incluyeron áreas privadas para los pacientes y luces difusas indirectas, fueron ampliamente adoptadas en los Estados Unidos y Suecia. Entre sus clientes se incluían: Time, Inc., American Airlines, Citibank, DuPont, IBM, New York Telephone, el U.S. Post Office, Independence Air, Prudential Insurance Co., U.S. Borax & Chemical Co., Union Bank & Trust Co., y Owens-Corning Fiberglass.